# ASICS

Logo de 1977 à 2003.

Logo depuis 2003.

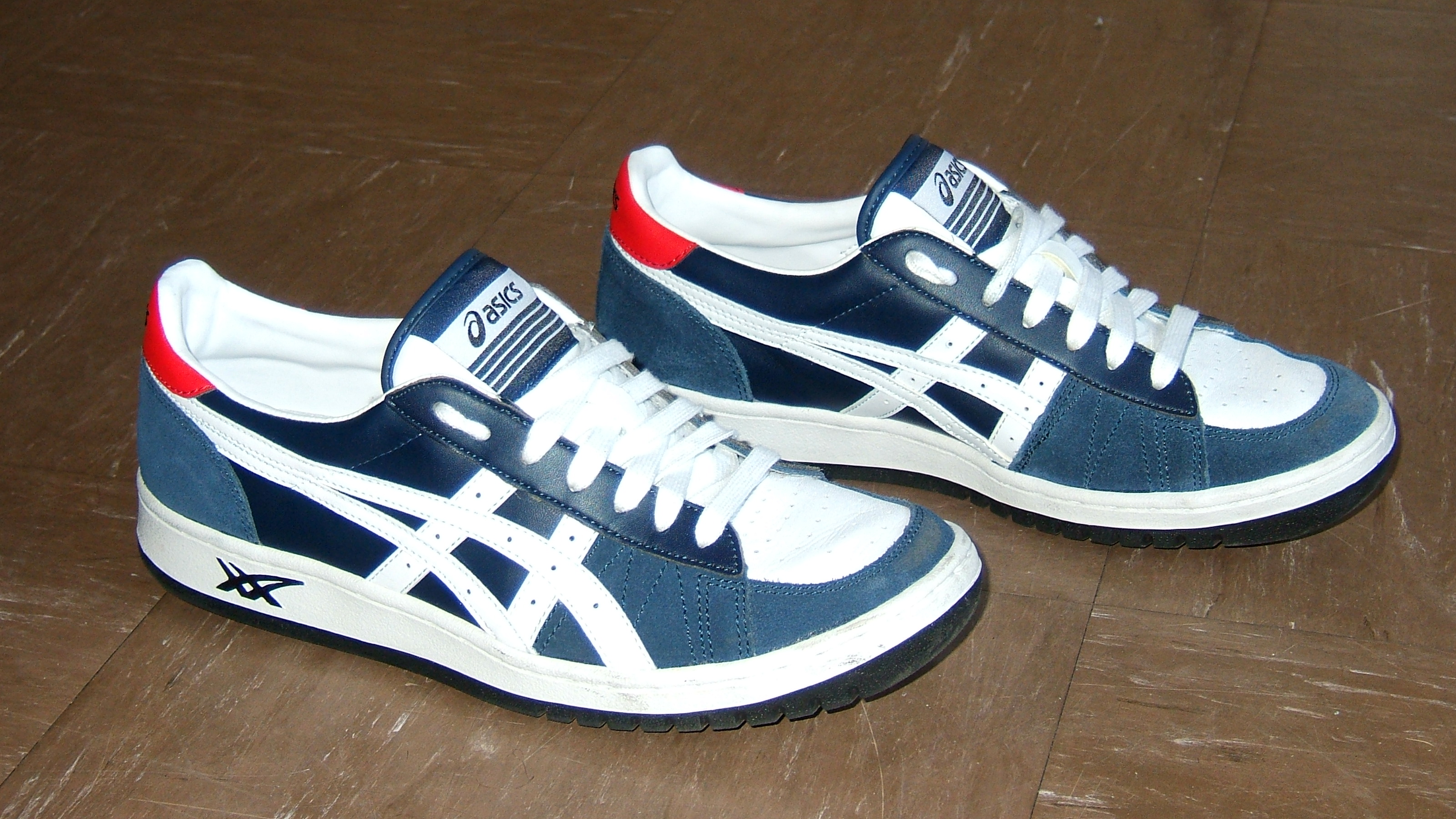
La paire de chaussures classiques d'Asics de style des années 1980.

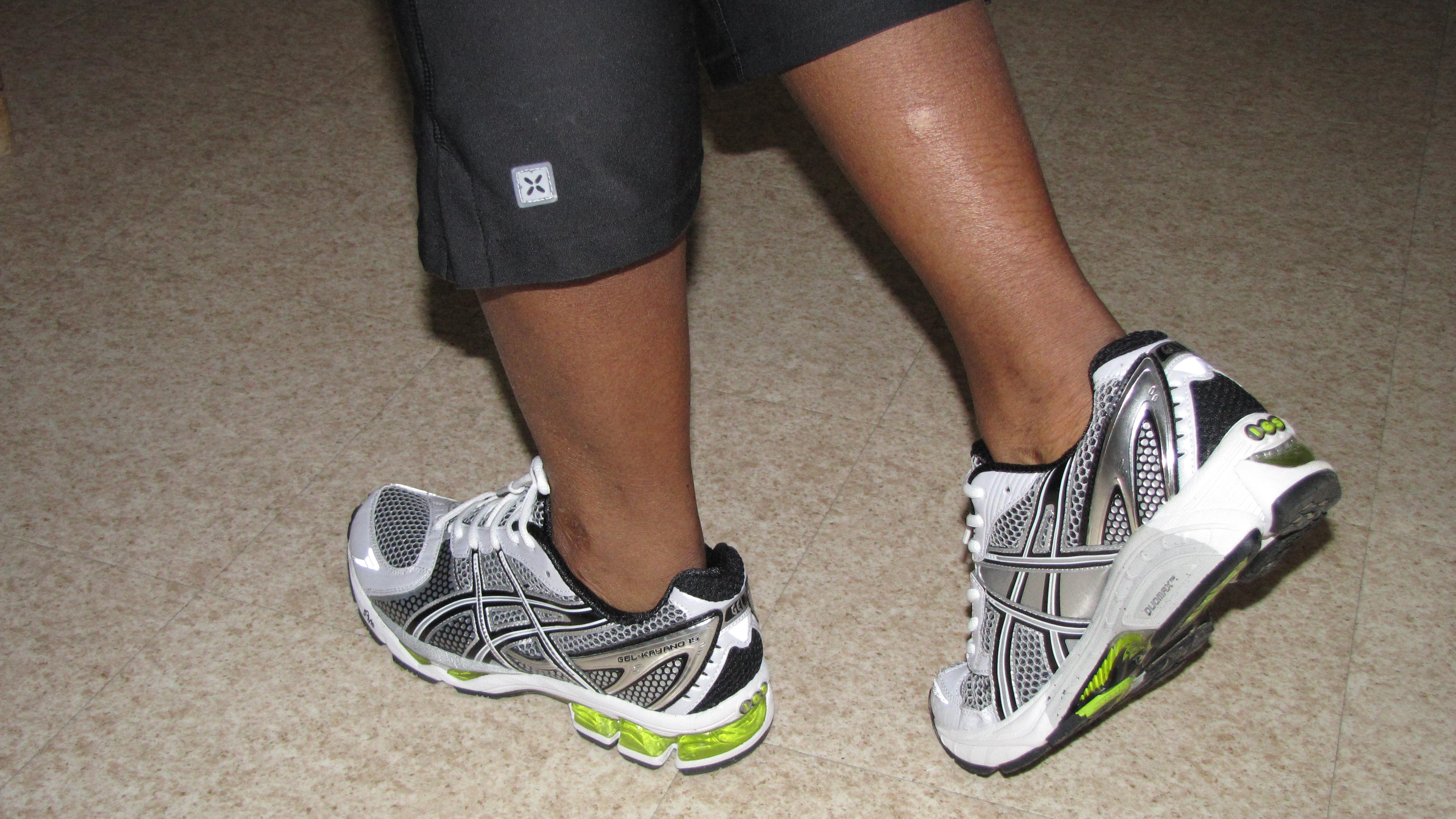
La paire d'Asics de style moderne du début du XXIe siècle avec du betagel.

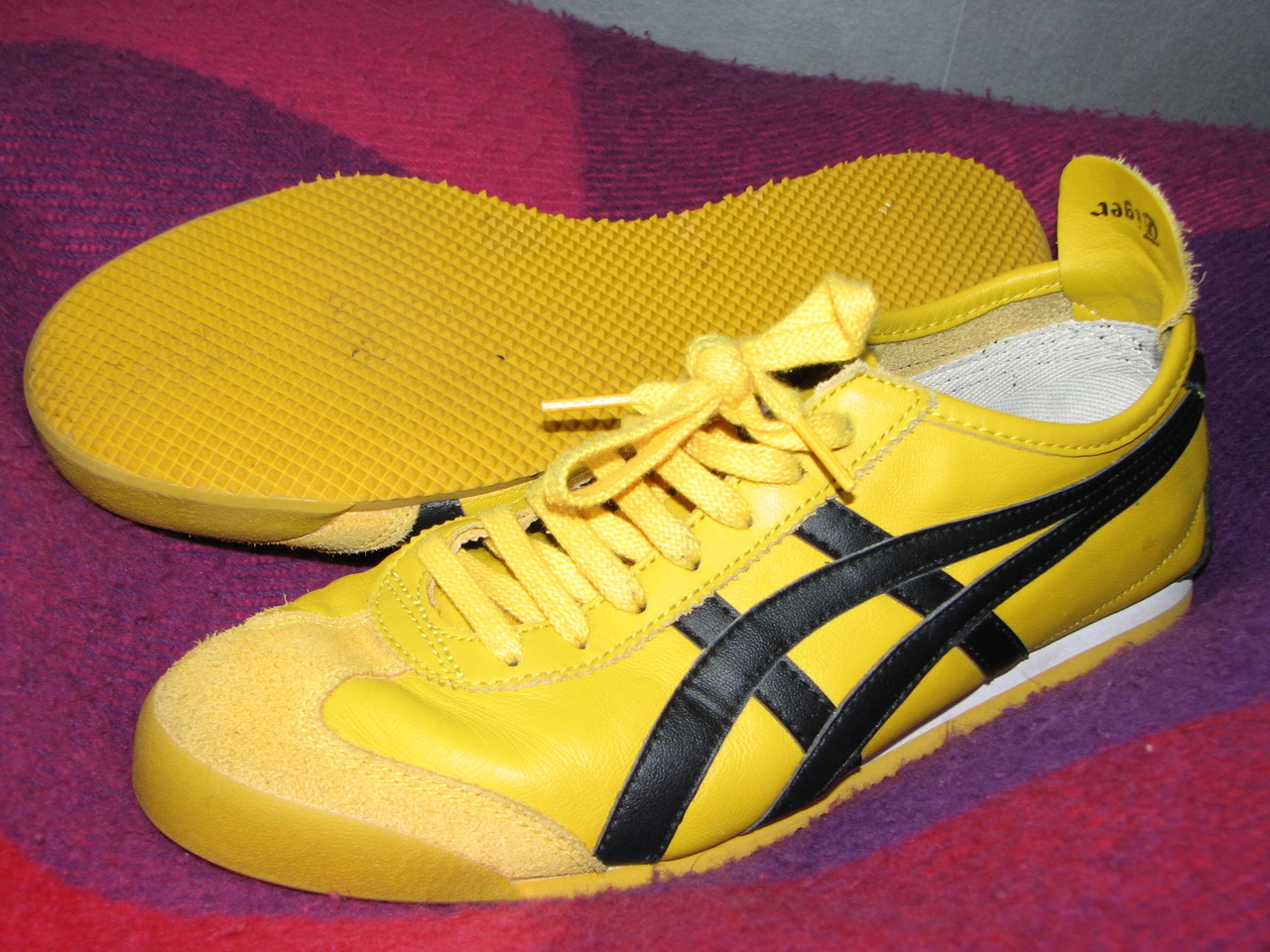
Une paire d'Onitsuka Tiger Mexico 66 jaune.

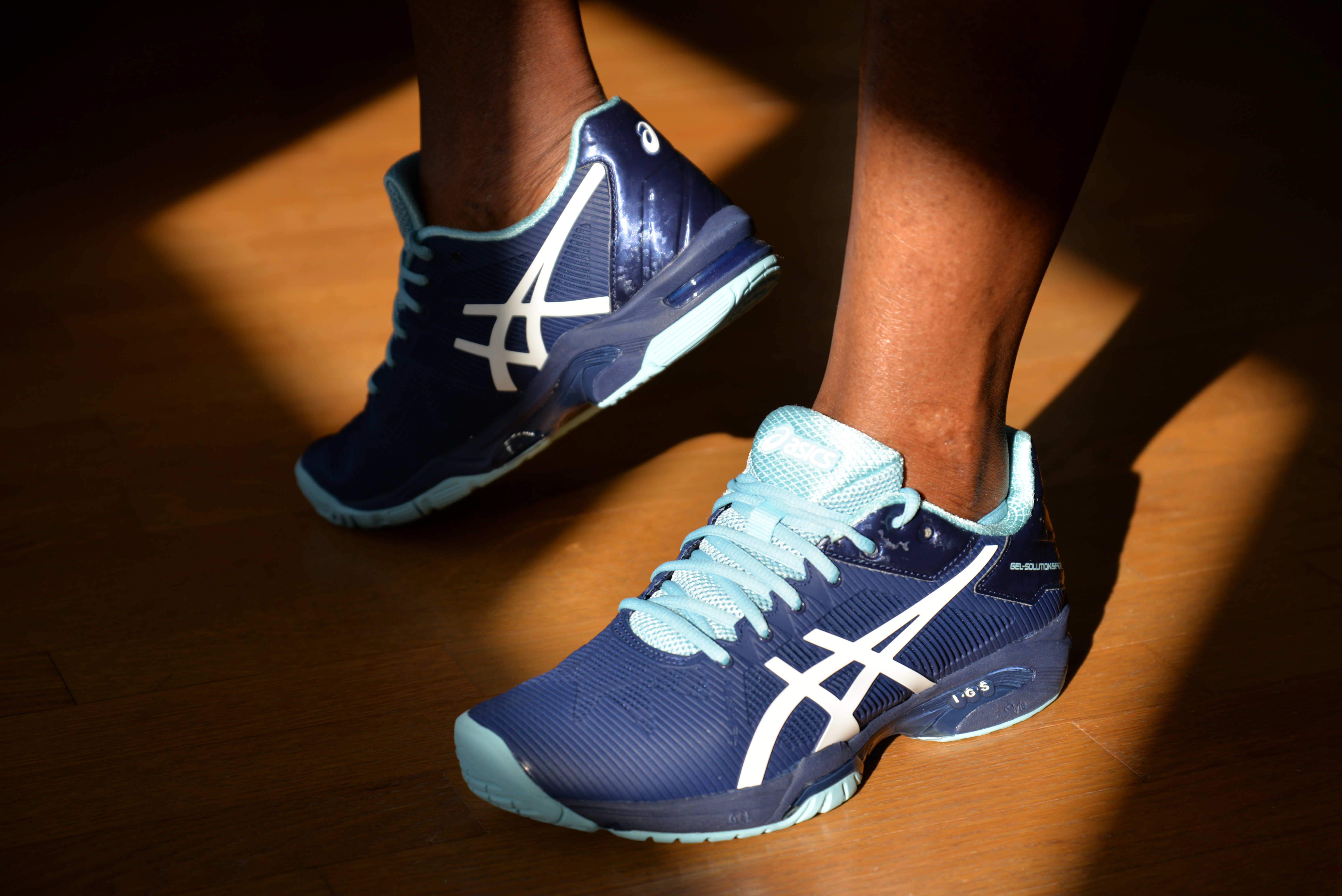
La paire de chaussures de Tennis Asics Gel Solution Speed III pour femmes.

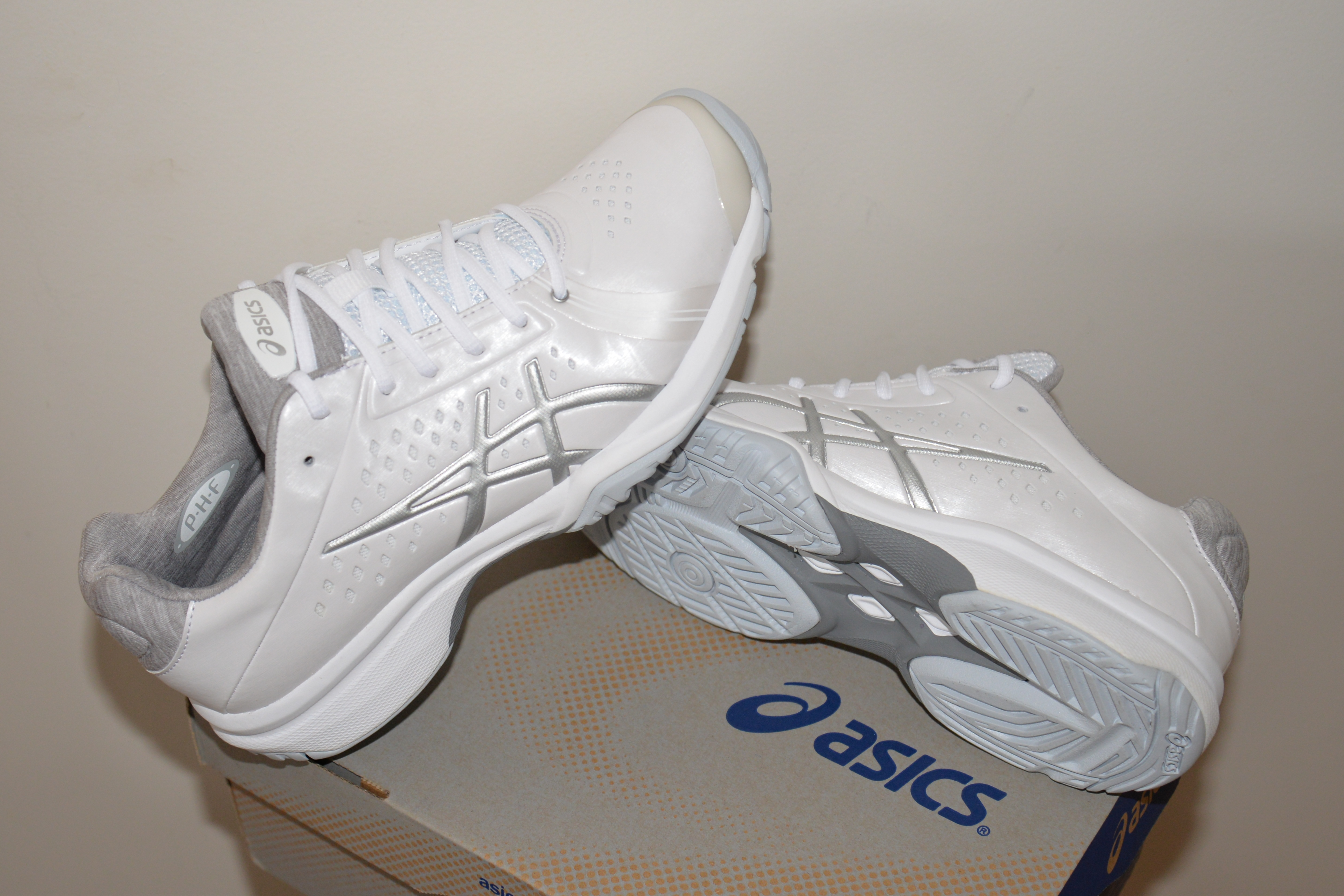
Chaussures de tennis Asics Gel Court Bella pour femmes.

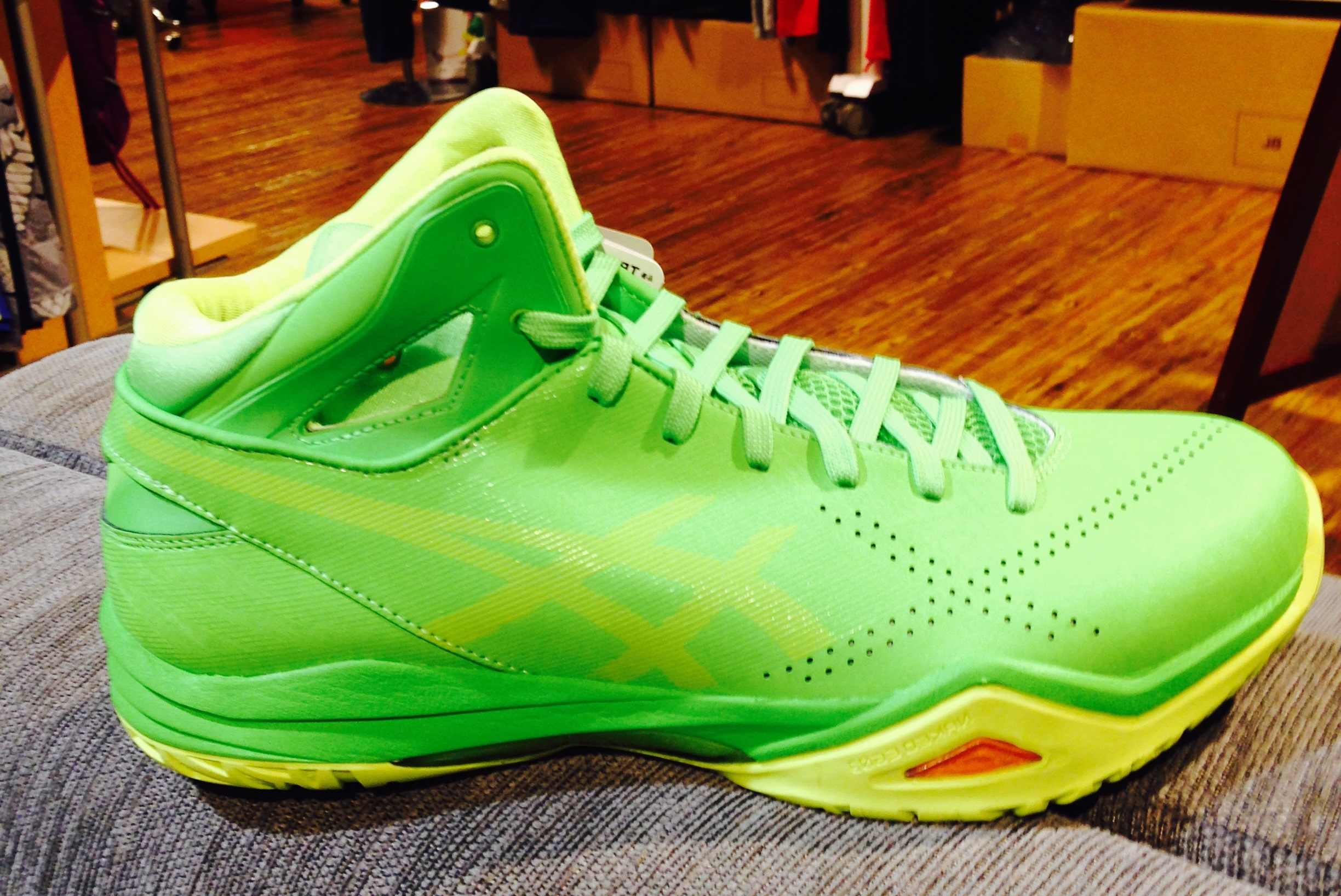
Asics Naked EG03 pour les joueurs de basketball mesurant moins de 190 cm.

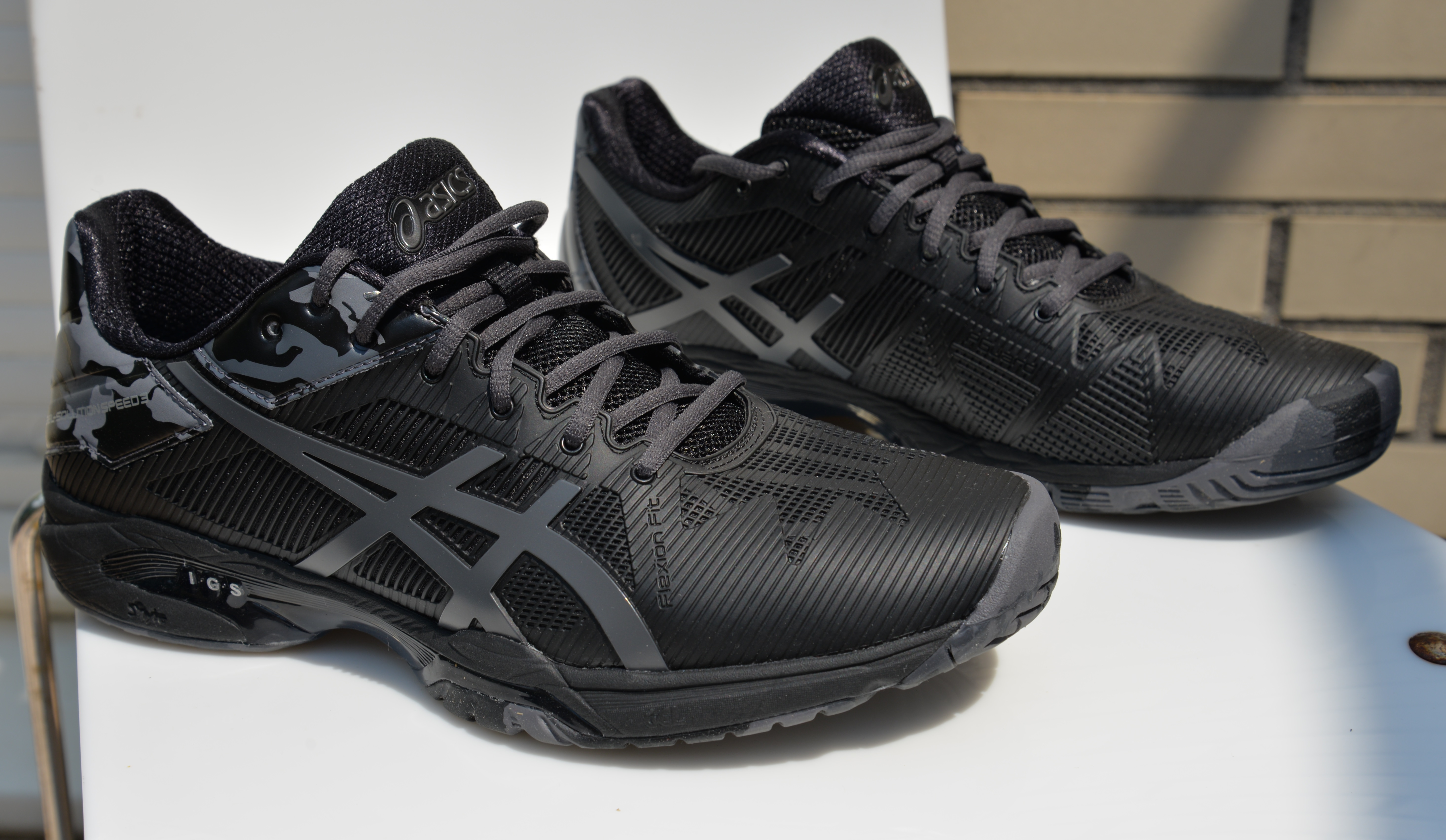
La paire de chaussures de Tennis noires Asics Gel Solution Speed III pour hommes.

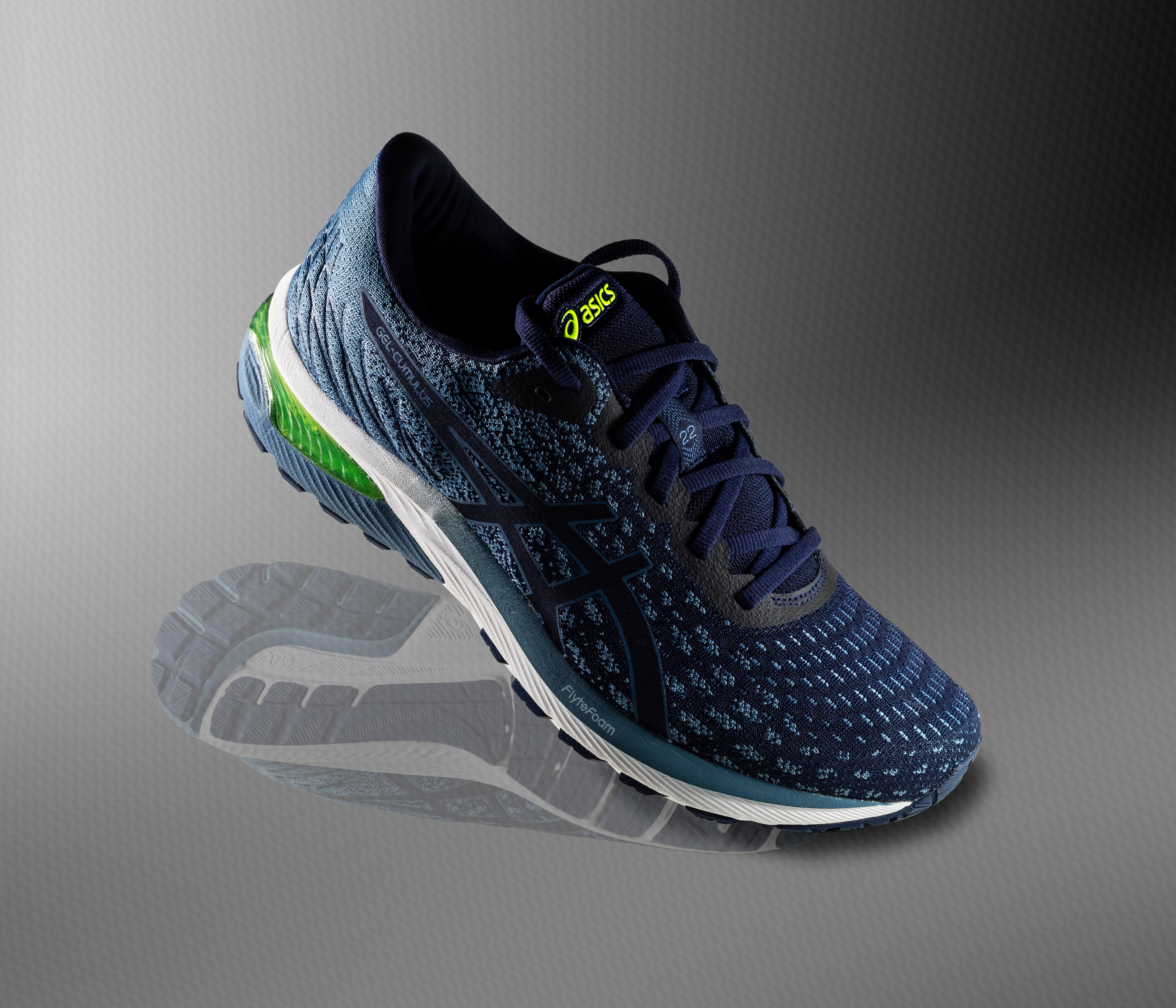
Asics Gel-Cumulus 22, pour un homme qui court. Janvier 2021.

Cet article possède un paronyme, voir ASIC.
ASICS (アシックス, Ashikkusu) ou Asics est un équipementier sportif japonais (Kobe) fondé en 1949 et notamment connu pour ses chaussures de course à pied.

## Origine du nom
Asics est l'acronyme de l'expression latine de Juvénal Anima sana in corpore sano, en français « une âme saine dans un corps sain ». Pour des raisons vraisemblablement euphoniques, le mot mens de l'expression originale a été remplacé par anima.

## Histoire
La société Onitsuka fut fondée le 1er septembre 1949 par Kihachiro Onitsuka (1918-2007), un jeune cordonnier japonais à Kobe. Il a pour objectif la fabrication et la commercialisation de chaussures de basket-ball. Kihachiro Onitsuka observa les mouvements des basketteurs et donna naissance à la première Onitsuka Tiger. Le succès des chaussures Asics débuta en 1951 avec ce modèle Tiger, porté par l'athlète qui remporta cette année le marathon de Boston. L'introduction quelques années plus tard de la chaussure de basket-ball Asics a également été révolutionnaire.
Kihachiro Onitsuka dirigea la compagnie jusqu'à sa mort en 2007. Depuis le 8 février 2008, Motoi Oyama ancien athlète japonais (JO 1964) est PDG d'Asics.
Le 12 juillet 2010, Asics achète la compagnie suédoise Haglöfs (en) pour 128,7 millions de dollars. En février 2016, Asics acquiert l'app Runkeeper pour 85 millions de dollars.

## Actionnaires
Au 29 septembre 2019 :
| Nom                                    | %      |
| Nomura Asset Management                | 4,47 % |
| Mitsubishi UFJ Financial Group         | 4,14 % |
| Nikko Asset Management                 | 3,55 % |
| Asset Management One                   | 3,55 % |
| Sumitomo Mitsui Financial Group        | 3,48 % |
| Nippon Life Insurance                  | 2,99 % |
| Sumitomo Mitsui Trust Asset Management | 2,75 % |
| William Blair Investment Management    | 2,25 % |
| BlackRock Fund Advisors                | 1,60 % |
| Asics Corp (auto-contrôle)             | 1,56 % |

## Produits
Asics produit des chaussures de course à pied (dites de running), de volley-ball, de football, d'athlétisme, de tennis, ainsi que de divers autres sports. En ce qui concerne les vêtements de marque Asics, il est plus fréquent de voir les vêtements et les chaussures marqués Onitsuka Tiger.
Les chaussures de basketball Asics sont extrêmement rares et pourtant très performantes grâce à la technologie du betagel, le dernier modèle est l'Asics Naked EG03.
Les chaussures les plus connues dans son pays d'origine, la série Marathon Sortie et la plus grande partie de la série Tarther, ne sont pas distribuées dans le reste du monde et ne sont accessibles aux coureurs que par importation.
Les Onitsuka Tiger Mexico 66 jaunes, créées en 1968, sont également notoires, notamment depuis que Bruce Lee les a chaussées dans le film Opération Dragon diffusé en 1973, et que Uma Thurman les a portées en 2003 dans Kill Bill.

## Technologie
Les chaussures Asics « GEL » présentent des semelles contenant du betagel. Ce gel contenant du silicone a pour finalité d'amortir l'onde de choc générée par l'impact du pied sur le sol durant la course. Il est inséré dans le talon des chaussures et à l'avant-pied.
La marque propose aussi d'autres innovations telles que la chaussure « ComforDry Sockliner », reposant sur la structure dite ortholite ayant comme particularité de résister à l'abrasion et d'améliorer la circulation de l'air dans la chaussure. La technologie « Solyte », brevetée par Asics, correspond à un nouveau matériau à base de co-polymère sans EVA qui permet d'alléger les semelles et donc les chaussures de 10 % et qui évite la déformation des semelles.
La nouvelle technologie flytefoam développée et brevetée par Asics permet un meilleur rebond ce qui permet une foulée plus dynamique, cette technologie se situe au niveau de la semelle de la chaussure.

## Organisation
Le siège social de la filiale française est installé à Lattes (2015).

## Polémiques sur le travail forcé des Ouïghours
Asics s'est vu accusé d'utiliser du coton produit dans les camps de travail forcé des Ouïghours contrôlés par le Parti communiste chinois. L'équipementier a même annoncé vouloir « continuer à acheter et soutenir le coton du Xinjiang ».
Une polémique éclate en mars 2021 quand la délégation olympique australienne se voit décriée pour sa tenue Asics.

## Athlètes sponsorisés
- Athlétisme : Viktor Röthlin, Abebe Bikila
  -  Fédération Française d'Athlétisme (2013-2021[14] - JO de Rio et Tokyo).
  - Leslie Djhone, Christophe Lemaitre, Teddy Tamgho, Garfield Darien, Marc Raquil, Antoinette Nana Djimou, Damiel Dossevi
- Basket-ball : Michael Cooper et Sam Perkins pendant les années 1980. Isiah Thomas, Calbert Cheaney et Chris Morris au début des années 1990.
- Compétition automobile : Olivier Panis
- Escrime : Arianna Errigo
- Football :  Mario Yepes Equipe de football Japonaise,  AS Roma (1994-95), AS Saint-Etienne (1998-2000)
- Handball : William Accambray,  Equipe du Japon de Handball.
- Lutte :  Fédération Française de Lutte
- Rugby à XV : Wallabies, Springboks, Stade français Paris, Castres Olympique (2012-2013 et 2013-2014)
- Tennis : Francesca Schiavone, Virginie Razzano, Florent Serra, Gaël Monfils, Samantha Stosur, Philipp Kohlschreiber, David Goffin, Novak Djokovic, Caroline Garcia[15]

## La marque Asics au cinéma
Des chaussures Asics apparaissent dans les films suivants :

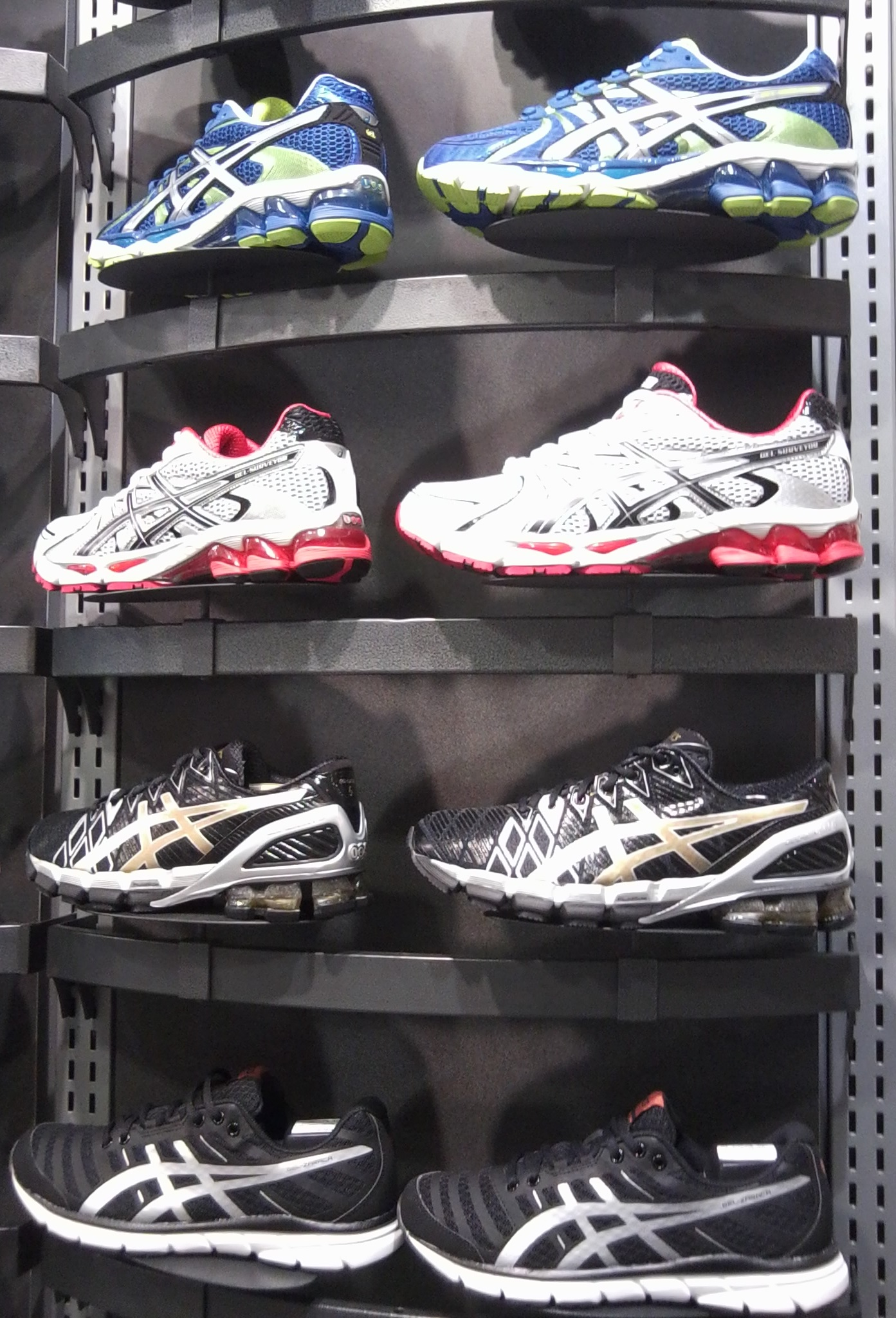
Rayon des chaussures Asics au Betagel.

- Kill Bill
- Brice de Nice
- Le Jeu de la mort avec Bruce Lee
- De l'huile sur le feu

- Battle Royale (film)
- L.A. Rush